# Renaissance Live at the Royal Albert Hall
Renaissance Live at the Royal Albert Hall is een livealbum van de Britse muziekgroep Renaissance.

## Geschiedenis
Renaissance beleefde toptijden met de muziekalbums Scheherazade and other stories en Novella. Nadat ze al eerder hadden gespeeld met het London Symphony Orchestra (Scherherazade) en het New York Philharmonic Orchestra op Live at Carnegie Hall, ontmoetten ze op 14 oktober 1977 het Royal Philharmonic Orchestra. Het album werd opgenomen en uitgezonden in het kader van de King Biscuit Flower Hour-uitzendingen. Het werd pas in 1997 commercieel uitgegeven, maar past veel beter in een chronologische reeks, aangezien de band ten tijde van uitgifte allang uit elkaar was. Het album verscheen in een aantal versies: een dubbel-cd of twee enkele cd's.

## Musici
- Annie Haslam - zang
- Jon Camp – basgitaar, baspedalen, zang
- Michael Dunford – akoestische gitaar, zang
- John Tout – toetsinstrumenten
- Terence Sullivan – slagwerk, percussie, zang
- Royal Philharmonic Orchestra – orkest o.l.v. Harry Rabinowitz
- Betty Thatcher-Newsinger - teksten

## Composities

### Cd 1
1. Prologue (in een orkestversie met arrangement door Louis Clark) (8:14)
2. Can You Understand? (11:17)
3. Carpets of the Sun (3:48)
4. Can You Hear Me (13:58)
5. Scheherazade (25:17)

### Cd 2
1. Running Hard (10:33)
2. Midas Man (4:33)
3. Mother Russia (10:01)
4. Touching Once (is so hard to keep) (10:13)
5. Ashes Are Burning (28:02)
6. Prologue (opname van 28 juli 1979, Ashbury Park) [*] (9:02)
7. You (delen 1 en 2) (onuitgegeven werk) [*] (8:21)

- [*] zijn bonustracks

Studio: Renaissance (1969) · Illusion (1971) · Prologue (1972) · Ashes Are Burning (1973) · Turn of the Cards (1974) · Scheherazade and other stories (1975) · Novella (1977) · A Song for All Seasons (1978) · In the Beginning (1978) · Azure d'Or (1979) · Camera Camera (1981) · Time-Line (1983) · Tuscany (2000) · The Mystic and The Muse (ep) (2010) · Grandine il Vento (2012)
Annie Haslams Renaissance: Blessing in Disguise  (1994)
Michael Dunford's Renaissance: The Other Woman  (1994) · Ocean Gypsy (1997)
Live: Live at Carnegie Hall (1976) · Renaissance Live at the Royal Albert Hall (1977) · BBC Sessions (1999) · Day of the Dreamer (2000) · Renaissance Unplugged (2000) · In the Land of the Rising Sun (2002) · Dreams and Omens (2008) · Renaissance DeLane Lea Studios 1973 (2015) · A symphonic journey (2018)
Compilatie: Tales of 1001 Nights (Parts 1 and 2) (1990) · Da Capo (1995) · Songs from Renaissance Days (1997) · Live & Direct (2002)